# Kozue Andō
Kozue Andō (en japonés: 安藤 梢) (Utsunomiya, Japón, 9 de julio de 1982) es una futbolista japonesa que juega en el FCR 2001 Duisburg de Alemania. Se desempeña como centrocampista.
Internacional con la selección femenina de fútbol de Japón, se proclamó campeona de la Copa Mundial de Fútbol Femenino de 2011.

## Clubes
| Club               | País     | Año         | Partidos | Goles |
| Saitama Reinas     | Japón    | 2002 - 2004 | 45       | 30    |
| Urawa Red Diamonds | Japón    | 2005 - 2009 | 101      | 68    |
| FCR 2001 Duisburg  | Alemania | 2009 -      | 30       | 11    |

## Palmarés
Selección femenina de Japón
- Copa Mundial Femenina de 2011